# Baraque de Fraiture
Der Baraque de Fraiture ist ein 652 m O.P. hoher Berg auf dem Gebiet der Gemeinde Vielsalm im Bezirk Bastogne und die höchste Erhebung der belgischen Provinz Luxemburg. Er gehört zu den Ardennen und verfügt über ein Skigebiet mit drei Pisten.
Der Berg liegt an der Europastraße 25 (belgische Autobahn A 26) mit Anschluss Nr. 50 zu den belgischen Nationalstraßen N 89 nach Vielsalm und N 30 Lüttich – Bastogne.